# The Saintbox (album)
The Saintbox – debiutancki album studyjny polskiej grupy muzycznej The Saintbox, a także projektu multimedialnego pod tą samą nazwą. Wydawnictwo ukazało się 19 marca 2012 roku nakładem wytwórni muzycznej Mystic Production. Poza członkami zespołu w składzie: Olo Walicki, Maciej Szupica i Gaba Kulka w nagraniach wzięli udział Macio Moretti oraz kwartet The Gdańsk Philharmonic Brass. Materiał został zarejestrowany w RG Studio i Wdzydzana Studio. Z kolei mastering odbył się w studiu Fonoplastykon należącym do współproducenta debiutu Marcina Borsa.
Płyta była promowana teledyskiem do utworu "Eulalia". Obraz został wyreżyserowany przez Macieja Szupicę/Monsieur Zupika, który był także autorem scenariusza.

## Lista utworów
Opracowano na podstawie materiału źródłowego.
1. "Fiolet" (muz. Olo Walicki, sł. Gaba Kulka) – 07:21
2. "Comfort, Credit, Image" (muz. Olo Walicki, Gaba Kulka, sł. Gaba Kulka) – 03:26
3. "Somnia" (muz. Olo Walicki, sł. Petronius) – 07:00
4. "Desantisbox" (muz. Olo Walicki, sł. Gaba Kulka) – 05:24
5. "L'hiver" (muz. Olo Walicki, sł. Gaba Kulka) – 05:11
6. "Hope" (muz. Olo Walicki, Gaba Kulka, sł. Gaba Kulka) – 02:35
7. "Eulalia" (muz. Olo Walicki, sł. Gaba Kulka) – 07:44
8. "Luna" (muz. Olo Walicki, sł. J.W.Goethe) – 05:14
9. "Third Coming" (muz. Olo Walicki, Gaba Kulka, sł. Gaba Kulka) – 03:25

## Twórcy
Opracowano na podstawie materiału źródłowego.

- Olo Walicki – aranżacje, realizacja nagrań, produkcja muzyczna, kontrabas, gitara basowa
- Maciej Szupica – zdjęcia, programowanie
- Gaba Kulka – produkcja muzyczna, fortepian, ukulele, śpiew
- Macio Moretti – perkusja
- Maciek Chodziński – projekt graficzny
- Marcin Łagocki – projekt graficzny
- Marcin Bors – produkcja muzyczna, miksowanie
- Tomasz Cybula – realizacja nagrań
- kwartet The Gdańsk Philharmonic Brass w składzie:
  - Janusz Szadowiak – trąbka, skrzydłówka
  - Adam Stachowiak – trąbka, skrzydłówka
  - Mirosław Merchel – róg
  - Tadeusz Kassak – puzon